# Csenger
Csenger je mesto na Madžarskem, ki upravno spada pod podregijo Csengeri Županije Szabolcs-Szatmár-Bereg.